# Bistum Oudtshoorn
Das Bistum Oudtshoorn (lat. Dioecesis Oudtshoornensis, engl. Diocese of Oudtshoorn) ist eine in Südafrika gelegene römisch-katholische Diözese mit Sitz in Oudtshoorn.

## Geschichte
Papst Pius IX. gründete die Apostolische Präfektur Kap der Guten Hoffnung, Zentral-Distrikt am 3. August 1874 aus Gebietsabtretungen des Apostolischen Vikariates Kap der Guten Hoffnung, West-Distrikt. Am 20. Juli 1885 verlor sie einen Teil seines Territoriums an die Apostolische Präfektur Orange River. Am 9. April 1934 wurde die Insel St. Helena mit der Apostolischen Konstitution Quo spirituali  dem Apostolischen Vikariat Kap der Guten Hoffnung, West-Distrikt zugeordnet. Am 13. Juni 1939 nahm die Apostolische Präfektur Kap der Guten Hoffnung, Zentral-Distrikt den Namen Apostolische Präfektur Oudtshoorn an.
Pius XII. erhob sie am 9. Dezember 1948 mit der Apostolischen Konstitution Ad altiorem dignitatis  zum Apostolischen Vikariat. Die Erhebung zum Bistum erfolgte am 11. Januar 1951 mit der Apostolischen Konstitution Suprema Nobis.

## Ordinarien

### Apostolische Präfekten von Kap der Guten Hoffnung, Zentral-Distrikt
- Franziskus Xaver Hennemann SAC (26. Juni 1922 – 30. Juni 1933, zum Apostolischen Vikar von Kap der Guten Hoffnung, West-Distrikt)
- Teodoro Koenig SAC (13. Juni 1939 – 13. Juni 1939)

### Apostolischer Präfekt von Oudtshoorn
- Teodoro Koenig SAC (13. Juni 1939 – 1947, gestorben)

### Apostolischer Vikar von Oudtshoorn
- Bruno-Augustin Hippel SAC (9. Dezember 1948 – 11. Januar 1951)

### Bischöfe von Oudtshoorn
- Bruno-Augustin Hippel SAC (11. Januar 1951 – 2. Oktober 1968, zurückgetreten)
- Manfred Gottschalk SAC (6. März 1969 – 20. April 1982, gestorben)
- Edward Robert Adams (2. Mai 1983 – 28. Mai 2010, emeritiert)
- Francisco Fortunato de Gouveia (28. Mai 2010 – 2. Juli 2018)
- Noel Andrew Rucastle (seit 4. Mai 2020)